# Chinattus wulingensis
Chinattus wulingensis là một loài nhện trong họ Salticidae.
Loài này thuộc chi Chinattus. Chinattus wulingensis được Peng & Xie miêu tả năm 1995.